# Raymond Floyd

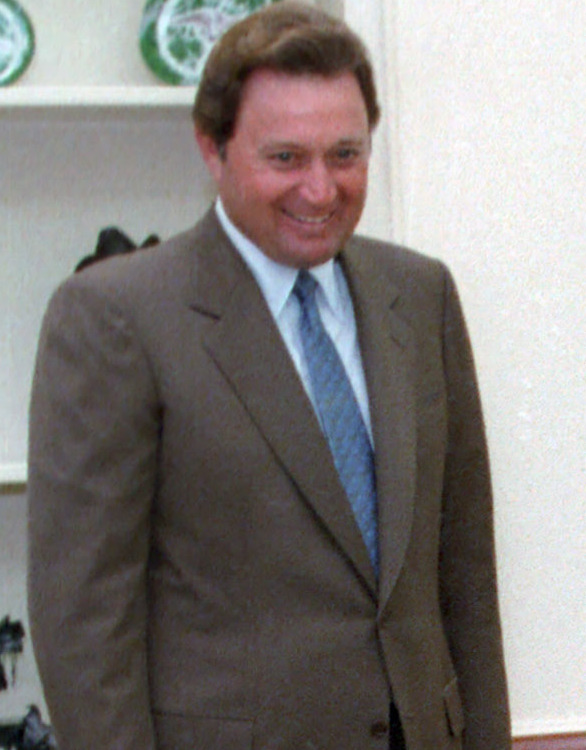
Raymond Floyd

Raymond Loran Floyd (Fort Bragg, North Carolina, 4 september 1942) is een Amerikaans golfprofessional die 65 professionaltoernooien heeft gewonnen.

## PGA Tour
Na een niet voltooide studie aan de Universiteit van North Carolina werd Floyd in 1961 professional. Al in 1963 behaalde hij op de US PGA Tour zijn eerste overwinning op het St. Petersburg Open Invitational. In zijn laatste jaar op de Tour, op 49-jarige leeftijd, won hij het Doral-Ryder Open, waardoor hij de oudste winnaar op de PGA Tour was. Dit was vlak voordat hij overging naar de Champions Tour, toen nog de Senior PGA Tour. Datzelfde jaar behaalde hij zijn eerste overwinning bij de Champions.
Floyd won vier Majors: in 1969 en 1982 het Amerikaanse PGA Kampioenschap, in 1976 de Masters en in 1986 het US Open. Als hij in 1990 niet de play-off in de Masters had verloren van Nick Faldo, zou hij de eerste speler zijn geweest die in vier verschillende decennia een Major had gewonnen. Ook bijzonder was dat hij op 50-jarige leeftijd op de 14de plaats stond van de Official World Golf Ranking.

### Overwinningen
In 1983 wint Floyd de Vardon Trophy voor de laagste gemiddelde score op de PGA Tour, zonder een enkele overwinning. 
- 1963: St. Petersburg Open Invitational
- 1965: St. Paul Open Invitational
- 1969: Greater Jacksonville Open, American Golf Classic, PGA Championship
- 1975: Kemper Open
- 1976: Masters, World Open Golf Championship
- 1977: Byron Nelson Golf Classic, Pleasant Valley Classic
- 1979: Greater Greensboro Open
- 1980: Doral-Eastern Open
- 1981: Doral-Eastern Open, Tournament Players Championship, Manufacturers Hanover Westchester Classic
- 1982: Memorial Tournament, Danny Thomas Memphis Classic, PGA Championship
- 1985: Houston Open
- 1986: US Open, Walt Disney World/Oldsmobile Classic
- 1992: Doral-Ryder Open

## Champions Tour
Ook als seniorspeler bleef Floyd toernooien winnen. Van de eerste 24 toernooien won hij er zes. Hij stond bekend om zijn korte spel. Uit de statistieken blijkt dat hij ver boven gemiddeld ballen van buiten de green in de hole sloeg. Op de Champions Tour won hij nog vier Senior Majors en tweemaal het Senior Tour Kampioenschap.
In 2010 is Floyd gestopt. 

### Overwinningen
- 1992: GTE North Classic, Ralphs Senior Classic, Senior Tour Championship
- 1993: Gulfstream Aerospace Invitational, Northville Long Island Classic
- 1994: The Tradition, Las Vegas Senior Classic, Cadillac NFL Golf Classic, Golf Magazine Senior Tour Championship
- 1995: PGA Seniors' Championship, Burnet Senior Classic, Emerald Coast Classic
- 1996: Ford Senior Players Championship
- 2000: Ford Senior Players Championship

## Andere overwinningen
Naast de PGA Tour en de Champions Tour wint Floyd nog andere toernooien.  
- 1978: Brazil Open
- 1979: Friendship Cup (Costa Rica)
- 1981: Canadian PGA Championship, Seiko Point Leader
- 1982: Seiko Point Leader, Million Dollar Challenge (Zuid-Afrika)
- 1985: Chrysler Team Championship (met Hal Sutton)
- 1988: Skins Game
- 1990: RMCC Invitational (met Fred Couples)
- 1991: Daiwa KBC Augusta (Japan Golf Tour)
- 1992: Fuji Electric Grandslam
- 1993: Franklin Funds Shark Shootout (met Steve Elkington), Wendy's 3-Tour Challenge (met Jack Nicklaus en Chi Chi Rodriguez)
- 1994: Diners Club Matches (met Dave Eichelberger), Senior Skins Game
- 1995: Senior Skins Game, Senior Slam at Los Cabos, Office Depot Father/Son Challenge (met Raymond Floyd Jr), Lexus Challenge (met Michael Chiklis), Wendy's 3-Tour Challenge (met Hale Irwin en Jack Nicklaus)
- 1996: Senior Skins Game, Senior Slam op Los Cabos, Office Depot Father/Son Challenge (met Raymond Floyd Jr.)
- 1997: Senior Skins Game, Office Depot Father/Son Challenge (met Raymond Floyd Jr), Lexus Challenge (met William Devane)
- 1998: Senior Skins Game
- 2000: Office Depot Father/Son Challenge (met Robert Floyd)
- 2001: Office Depot Father/Son Challenge (met Robert Floyd)
- 2006: Wendy's Champions Skins Game (met Dana Quigley)

## Teams
- Ryder Cup: 1969, 1975, 1977, 1981, 1983, 1985, 1991 en 1993, 1989 (als captain), 1991, 1993
- Willie Park Trophy: gewonnen met zoon Raymond Jr. in 1995, 1996 en 1997, en met zoon Robert in 2000 en 2001.

Floyd is in 1989 opgenomen in de World Golf Hall of Fame.

## Golfbaanarchitect
De laatste jaren heeft Floyd ruim twintig golfbanen aangelegd, alle in de Verenigde Staten.